# پوجا بدی
پوجا بدی (به انگلیسی: Pooja Bedi) (زاده ۱۱ می ۱۹۷۰) بازیگر هندی است.
از فیلم‌هایی که وی در آن نقش داشته‌است می‌توان به کسی که، همه را ترور کن، قدرت اشاره کرد.